# Funció harmònica
En matemàtiques, una funció harmònica és una funció dues vegades contínuament derivable f: D → R (on D és un subconjunt obert de Rn) que compleix l'equació de Laplace, és a dir
{\displaystyle {\frac {\partial ^{2}f}{\partial x_{1}^{2}}}+{\frac {\partial ^{2}f}{\partial x_{2}^{2}}}+\cdots +{\frac {\partial ^{2}f}{\partial x_{n}^{2}}}=0}
en D. Això se sol escriure com
{\displaystyle \nabla ^{2}f=0} o també com a {\displaystyle \ \Delta f=0.}

## Exemples

### Exemples de funcions harmòniques de dues variables
- La part real i imaginària de qualsevol funció holomorfa
- f(x1, x₂) = ln (x1²+x₂²)

Definida a R²\{0 "(per exemple el potencial elèctric a causa d'una càrrega en línia, i el potencial gravitatori a causa d'una massa cilíndrica)
- Si  o  és una funció harmònica i li apliquem una transformació acord del pla, continua sent harmònica.

### Exemples de funcions harmòniques denvariables
- Les funcions afins, en particular la funció constant.
- La funció
{\displaystyle \sum _{i=1}^{N}a_{i}x_{i}^{2}} amb {\displaystyle \sum _{i=1}^{N}a_{i}x_{i}=0}.

## Connexions amb l'anàlisi de funcions complexes de variable complexa
La part real i imaginària de qualsevol funció holomorfa són funcions harmòniques. Això es deriva del fet que tota funció holomorfa verifica les equacions de Cauchy-Riemann. En aquest cas es diu que són harmòniques conjugades.

## Propietats de les funcions harmòniques
Algunes propietats importants de les funcions harmòniques es poden deduir de l'equació de Laplace.

### El teorema de regularitat per a les funcions harmòniques
Les funcions harmòniques són infinitament derivables. De fet, són funcions analítiques.

### El principi del màxim
Les funcions harmòniques satisfan el següent  principi del màxim  (conegut com el principi feble del màxim): si K és qualsevol subconjunt compacte de D, llavors f, a K, arriba a les seves màxim i mínim a la frontera de K.
Si a més  D  és connex,  f  no pot tenir màxims o mínims locals, excepte si  f  és constant (conegut com el principi fort del màxim).

### El teorema de la mitjana aritmètica
El teorema rep altres noms com propietat de la mitjana de les funcions harmòniques. Estableix que si tenim una funció harmònica definida en una bola, podem determinar el valor de la funció en el centre de la bola a partir de la mitjana dels valors de la funció a la superfície. És més:
Si {\displaystyle B(x,r)} és una bola de centre x i radi r continguda completament en D, llavors el valor de f(x) al centre de la bola està donat pel valor mitjà de f en la superfície de la bola; aquest valor mitjà és també igual al valor mitjà de f a l'interior de la bola. En altres paraules
{\displaystyle u(x)={\frac {1}{\omega _{n}r^{n-1}}}\oint _{\partial B(x,r)}o\,dS={\frac {n}{\omega _{n}r^{n}}}\int _{B(x,r)}o\,dV}
on {\displaystyle \omega _{n}} és l'àrea de la superfície de la bola unitat En n dimensions.

### El teorema de Liouville
Si  f  és una funció harmònica definida a tot Rn que està fitada superior o inferiorment, aleshores f és constant (compareu amb el Teorema de Liouville per a funcions d'una variable complexa).